# オート＝ノルマンディー地域圏
オート＝ノルマンディー地域圏（オート＝ノルマンディーちいきけん、フランス語：Haute-Normandie、直訳: "上ノルマンディー地域"）は、フランスの北西部、イギリス海峡に面するかつて存在した地域圏である。イギリス海峡の他にピカルディ地域圏、イル＝ド＝フランス地域圏、サントル＝ヴァル・ド・ロワール地域圏、バス＝ノルマンディー地域圏と接している。内部はセーヌ＝マリティーム県とウール県に分割されている。首府は学術・観光都市であるルーアン。最大都市はフランス有数の港湾都市、ル・アーヴル。
日本の新潟県ほどの広さに、鹿児島県程度の人口がある。
地域圏再編が行われ、2016年1月1日よりバス＝ノルマンディー地域圏と統合しノルマンディー地域圏が新設された。

## 行政区画
| 名称                                  | 人口(人)  | 州都/主府/本部  | 備考 |
| ------------------------------------- | --------- | --------------- | ---- |
| セーヌ＝マリティーム県 Seine-Maritime | 1,245,000 | ルーアン Rouen  |      |
| ウール県 Eure                         | 557,000   | エヴルー Évreux |      |

## 歴史
このオート・ノルマンディは、古代スカンディナビア半島からの移住者が多いとされる。また、アルザスはゲルマン系の影響が濃く、ブルターニュはケルト系やアングロ・サクソン系の影響が濃い。したがって、オート・ノルマンディ、アルザス、および、ブルターニュは、フランス国内でも金髪の出現率が高いといわれる。オート＝ノルマンディー地域圏は、王政時代の旧ノルマンディー州の東部にあたる。フランス革命時にノルマンディー州は5つの県に分割された。
第二次世界大戦では、隣接するノール＝パ・ド・カレー地域圏やバス＝ノルマンディー地域圏と同様に主戦場の一つとなり、多大な損害を被った。第二次世界大戦後、第四共和政下の1956年、東部の2つの県を合わせた行政区画としてオート＝ノルマンディー地域圏が設置された。
2005年、戦後再建されたル・アーヴル中心部の街並みが「オーギュスト・ペレによって再建された都市ル・アーヴル」としてユネスコの世界遺産（文化遺産）に登録された。

## 経済
- フランス国内の潤滑油の60%を生産している。
- プラスティックの50%、自動車の30%生産している。
- 対外貿易では地域圏中4位。
- アマの生産では地域圏中1位。